# Kristalografija
Kristalografija je znanost koja proučava kristale i kristalno stanje uopće. 
Kristalografiju možemo podijeliti na niz grana
- Morfologija kristala - istražuje vanjski geometrijski oblik kristala.
- Kristalna strukturna analiza - prostorni periodički raspored čestica - atoma, iona, molekula - od kojih je kristal izgrađen.
- Kristalofizika - proučava fizička svojstva kristala.
- Kristalna optika - proučava sve pojave pri prolasku svjetlosti kroz optički anizotropne kristale, odnosno sve pojave svjetlosti koje nastaju na kristalu.
- Kristalizacija - proučava nukleaciju i rast kristala, odnosno stvaranje kristala i prijelaz tvari iz nesređenog oblika u sređeni. Također i tehnološke postupke pri dobivanju kristala.

## Kristalografski zakoni
Francuski mineralog René Just Haüy (1743-1822.), začetnik kristalografije,  1784. protumačio je pravilnost u građi kristalnih tvari kao odraz pravilne unutarnje strukture. 
Zakon konstantnih kutova
Kutove koje tvore normale spuštene na odgovarajuću površinu kristala uvijek su isti.
Ova pravilnost omogućava identifikaciju kristala i u slučaju kada pojedine njegove površine
nisu ravomjerno razvijene.
Zakon cjelobrojnih presjeka
Za svaki kristal se može postaviti sustav od tri osi koje će sve ravnine kristala sjeći
na određenim rastojanjima ili im biti paralelne.
Ako su jedinične dužine ove tri osi a, b i c i ako ih promatrana ravnina siječe na rastojanjima od centra ma, nb i pc,
karakterističan odnos odsječka je ma:nb:pc. Vrijednost m, n i p mogu biti cijeli brojevi, ili razlomci i beskonačnost, ako je jedna od osi paralelna s promatranom ravninom.
Koeficijenti m, n i p poznati su kao Weissovi indeksi. Za obilježavanje kristalografskih ravnina primjenjuju se Millerovi indeksi h, k i l. Millerovi indeksi su dobiveni tako što se uzimaju
recipročne vrijednosti Weissovih indeksa i svedu na najmanji zajednički nazivnik.
Obilježavanje ravnina ima praktičan značaj, a sve iz razloga što se ravnine različito ponašaju. Površinske pojave na kristalima, kao što su kemijska adsorpcija, kataliza i drugo ovise od toga koja se ravnina
nalazi na površini.
Zakon simetrije
Svi kristali jedne tvari imaju iste elemente simetrije. Vrsta simetrije kristala izražava se u odnosu na ravninu, os ili centar simetrije. 
Ravnina simetrije je zamišljena ravnina koja prolazi kroz centar kristala
i dijeli ga na dva djela, koji se jedan prema drugom odnose kao predmet i njegov lik u ogledalu. 
Os simetrije 
je zamišljena linija koja prolazi kroz centar kristala i oko koje se kristal može rotirati zauzimajući u jednom
punom krugu 2, 3, 4 ili 6 puta identičan položaj. Prema tome koliko se puta ponovi identičan položaj dok se kristal rotira za 360° oko svoje osi simetrije, kaže se da kristal ima dva tri, četiri ili šest
stupnjeva simetrije.
Centar simetrije je točka koja se nalazi na jednakom rastojanju između suprotnih identičnih ravnina kristala.

## Kristalografske metode
Kristalografske metode se koriste u kemiji za dvije osnovna svrhe: identifikaciju čvrste tvari
i određivanje atomske konfiguracije.

Kristalografske metode možemo podijeliti na:
- Identifikaciju čvrste tvari
  - Metode određivanja oblika kristala
  - Metode određivanja optičkih osobina kristala
  - Identifikacija transparentnih kristala uz pomoć mikroskopa
  - Identifikacija uz pomoć rendgenske difrakcije praha i rendgenske difrakcije na monokristalu
- Određivanje atomske konfiguracije
  - Metode određivanja dimenzija jedinične ćelije
  - Metode određivanja pozicije atoma u jediničnoj ćeliji
  - Metode dokazivanja kristalne strukture pomoću fizičkih osobina
  - Vektorske mape i mape elektronske gustoće

## Odnos kristalografije i drugih znanstvenih područja
Kako je većina čvrstih tijela kristalne građe, kristalografija je usko povezana s nizom drugih znanstvenih područja.
Kristalografija mnogo uzima od matematike, ali bitno ne utječe na njen razvoj.
Kristalografija ima dvostrane veze s metalurgijom, mineralogijom i petrologijom, fizičkom kemijom, biologijom.
Tim znanstvenim područjima kristalografija daje više nego što od njih prima.
Osobito je tijesna povezanost kristalografije i fizike kondezirane tvari i kristalokemije.

## Kristalno stanje tvari
U kristalnom stanju sastavne su čestice raspoređene na određeni, pravilni periodički način u tri dimenzije
prema strogim zahtjevima simetrije (vidi Kristalna rešetka. Kristalno je stanje uređeno stanje tvari. 
Za oblik čvrste tvari gdje nema uređenosti, 
odnosno uređenost se ne može detektirati kažemo da je amorfan.
Brojne čvrste tvari pokazuju djelomičnu uređenost kao polimeri, gdje se izmjenjuju
kristalna i amorfna područja s razvučenim prijelazima - parakristalima.
Sve kristalne tvari sadrže veću ili manju količinu defekata, u čijem okruženju postoji odstupanje od idealnog periodičkog rasporeda čestica.
Kako su kristalu u različitim smjerovima različite sile i razmaci između sastavnih čestica, većina fizičkih svojstava je anizotropna.
U simetrijski ekvivalentnim smjerovima svojstva su jednaka. Zbog različite brzine rasta kristala u različitim smjerovima, a ti smjerovi su različito orijentirani u prostoru,
u prirodi i u laboratorijskim uvjetima mogu izrasti u ponovljivim oblicima simetrični poliedri - monokristali - jedinični kristali.
Vanjski oblik kristala je odraz simetričnog rasporeda njihovih sastavnih čestica. U prirodi, većina kristalnih tvari su polikristali - nakupine većih ili manjih jediničnih kristala (monokristala)
različitog oblika koje nazivamo kristalna zrna ili kristaliti. 
Ako su kristaliti statistički jednoliko orijentirani u makroskopskom tijelu, ono pokazuje izotropnost
fizičkih svojstava. A ako su kristaliti u izvjesnoj mjeri periferno orijentirani (metalna žica) tijelo će u određenom stupnju
biti anizotropno. 